# Hans Bucka (Heimatforscher)
Hans Bucka (* 8. August 1913 in Rehau; † 27. September 2003 ebenda) war Kreisheimatpfleger und Mitbegründer des Bauernhofmuseums Kleinlosnitz.

## Lebensdaten
Hans Bucka war hinsichtlich seiner heimatkundlichen Aktivitäten Autodidakt, sein gelernter Beruf war Gürtelmacher. Er unterhielt eine Werkstatt am Burgplatz in Rehau. Hans Bucka war 1959 Mitbegründer einer heimatkundlichen Arbeitsgemeinschaft, die sich innerhalb des Fichtelgebirgsvereins bildete und sich später als Ortsgruppe dem Historischen Verein für Oberfranken anschloss. Mit Hans Höllerich verbanden ihn seitdem diverse Projekte. In den Jahren von 1966 bis 1975 nahm er zusammen mit seiner Frau Gertrud an den Ausgrabungen der Ostburg auf dem Waldstein unter Leitung von Karl Dietel teil. Im Jahr 1972 war er an den Untersuchungen des Herrgottsteins bei Hendelhammer beteiligt. 1973 befand er sich unter den Ausgrabungsteilnehmern des Burgstalls Rehau. In den Jahren von 1981 bis 1983 war er an den Ausgrabungen des Urnengräberfeldes bei Osseck am Wald beteiligt. An der Gründung des Bauernhofmuseums Kleinlosnitz 1983, vorangetrieben von Karl Bedal, war er beteiligt. Im Jahr 1985 engagierte er sich bei der Errichtung des Museumszentrums in Rehau. Mit Oskar Heland verband ihn die Erforschung von Kleindenkmalen, deren Ergebnisse in drei Publikationen Niederschlag fanden. Er war seit 1974 stellvertretender Kreisheimatpfleger und wurde 1993 Helands Nachfolger. Er erhielt 1985 die Verdienstmedaille des Landkreises Hof und 1986 die der Stadt Rehau. Im Jahr 1994 wurde er mit der Ehrenmedaille in Silber des Bezirks Oberfranken ausgezeichnet. 2001 erhielt er den Ehrenring der Stadt Rehau. 2010 wurde in Rehau der Hans-Bucka-Weg nach ihm benannt.

## Bibliografie
- Flurdenkmale der Stadt Selb und des Landkreises Rehau. In: Geschichtliche und landeskundliche Beiträge aus dem Landkreis Rehau, Heft 1/1969 und in: Mitteilungs-Blätter der Deutschen Steinkreuzforschung, Nürnberg 1969, Heft 2/1969.
- Das Kreuz am Wege. In: Heimatkalender für Fichtelgebirge, Frankenwald und Vogtland, Hof 1973. S. 78–82.
- Zur Grenzentstehung: Grenzbestimmung, Grenzsteine. In: Heimatkalender für Fichtelgebirge, Frankenwald und Vogtland, Hof 1974.
- Ein Gedenkstein und seine Geschichte In: Heimatkalender für Fichtelgebirge, Frankenwald und Vogtland, Hof 1975.
- Nachträge und Berichtigungen zu Flurdenkmale der Stadt Selb und des ehem. Landkreises Rehau, 1979.
- Eine Kippermünzstätte in Rehau. In: Geschichtliche und landeskundliche Nachrichten aus Rehau, 1979. S. 39–42.
- Grenzsteine und Kilometersteine bei Rehau. In: Deutsche Steinkreuzforschung, Informationsbrief 2/1984.
- Über eine alte und neue Kilometersäule bei Rehau. In: Mitteilungsblätter des Arbeitskreises internationale Steinkreuzforschung 1/1985.
- Die Steinkreuze und Kreuzsteine im Landkreis Hof und der Stadt Hof, 1986. (zusammen mit Oskar Heland)
- Ein rätselhafter Gedenkstein im Landkreis Hof. In: Studien zur deutschen und internationalen Steinkreuzforschung, 2/1986.
- Ehrenmale, Soldatengräber, Gedenksteine in Rehau und Umgebung, Hof 1987. (zusammen mit Oskar Heland)
- Landesgrenzsteine bei Faßmannsreuth. In: Mitteilungsblätter des Arbeitskreises internationale Steinkreuzforschung 2/1990.
- Grenzsteine, Flur- und Kleindenkmale im Landkreis Hof, 1991. (zusammen mit Oskar Heland)
- Die Ortsgruppe Rehau im Historischen Verein für Oberfranken. In: Archiv für Geschichte von Oberfranken, Band 73. Bayreuth 1993. S. 467–473. (zusammen mit Reinhard Höllerich)
- Der Drei-Förster-Stein am Kornberg. In: Heimatkalender für Fichtelgebirge, Frankenwald und Vogtland, Hof 1995. S. 95–97.